# De val van de Vredeborch
De val van de Vredeborch is een jeugdboek uit 1988 van de Nederlandse schrijfster Thea Beckman over de gebeurtenissen in en rondom het leven van Trijn van Leemput en het beleg van Vredenburg, in het boek Catharina van Leemputte geheten. Het boek speelt zich af in het Utrecht ten tijde van de beginnende Tachtigjarige Oorlog, die zelfs haar gezin dreigt te verscheuren.

## Het verhaal
De brouwersknecht Jan Jacobs van Leemputte wordt uit Antwerpen verbannen wegens vermeende ketterij, terwijl zijn oom Daniel ter dood wordt gebracht. Hij trekt naar Utrecht waar hij Catharina Bergens van Voorne ontmoet, die hem een baan bij de brouwerij van haar broer aanbiedt. Hij trouwt met Catharina, en wordt meesterknecht en uiteindelijk brouwer. Ze stichten een gezin en krijgen vier kinderen: Digna, Daniël, Adam en Catrientje. Jan Jacobs klimt verder en verder op de maatschappelijke ladder en wordt een man van aanzien.
Inmiddels neemt de oorlogsdreiging toe. In 1566 komt de Beeldenstorm naar Utrecht en is de achtjarige Adam er met een vriendje getuige van hoe in de kerken beelden worden stukgeslagen. De Spaanse machthebbers reageren hier met harde hand op, wat de wil tot verzet en aanhang van het 'nieuwe geloof' doet toenemen. Ook het gezin Leemputte neigt steeds verder naar het nieuwe geloof, want Jan Jacobs was immers zelf slachtoffer geweest van de katholieke repressie.
De Hertog van Alva wordt met een groot leger naar de Nederlanden gestuurd, dat uiteraard onderdak nodig heeft. Utrecht is een belangrijke schakel hierin, want het bezit een machtige vesting: de Vredeborch. Ook de Leemputtes moeten inkwartiering van twee Spanjaarden dulden. Deze worden door Catharina hardhandig het huis uitgewerkt nadat zij hen op diefstal had betrapt. Uiteindelijk wordt er in plaats daarvan een Spaans officier ingekwartierd: Don Francisco Fernando d’Avila, bevelhebber van het Spaans garnizoen van de Vredeborch. De hardhandige Spaanse reactie blijkt inmiddels averechts te werken: in 1572 valt Den Briel in handen van de opstandelingen (geuzen), gevolgd door protestantse overnames een groot aantal andere steden.
De oorlog, hoewel die zich nog niet tot Utrecht heeft uitgebreid, verscheurt het gezin. Digna, inmiddels een knappe jonge vrouw, valt als een blok voor d'Avila, en begint een relatie met hem, tot afkeuring van haar moeder. Daniël, de op een na oudste, is zeer katholiek en daarom ook fel pro-Spaans. Adam is daarentegen een romanticus, en is op de hand van de opstandelingen. Jan Jacobs en Catharina laten hun voorkeur niet te openlijk blijken, maar neigen eveneens meer en meer naar de opstandelingen. Uiteindelijk neemt Digna haar intrek bij d'Avila op de Vredeborch, waar ze een dochtertje krijgt: Francesca. Het kindje overlijdt echter vrij snel.
De Spaanse soldaten weten inmiddels de opstandelingen een aantal rake klappen toe te brengen, zoals de inname van Haarlem. Maar de Spaanse overwinningen worden duur bevochten, en wanneer Alkmaar en Leiden hun belegeraars verslaan en de soldij niet meer betaald wordt, slaan de (huur)soldaten massaal aan het muiten. Ook Utrecht wordt bedreigd door zwervende muiters, maar d'Avila laat de kanonnen van de Vredeborch op de muiters vuren, waarop zij afdruipen. Terwijl Adam openlijk zijn sympathie voor de opstandelingen laat blijken, bereidt Daniël zich voor om tot het klooster van de minderbroeders toe te treden.
Uiteindelijk krijgen de Utrechters er genoeg van, nemen het recht in eigen hand, en komen in opstand tegen het Spaanse garnizoen. De Vredeborch wordt belegerd, waarbij Adam actief meewerkt. Digna, kapot van de dood van haar dochtertje, glipt tussen de linies door en wordt door Adam terug naar haar ouderlijk huis gebracht. D'Avila capituleert en verlaat met zijn garnizoen de stad.
De burgers eisen nu dat de burcht wordt afgebroken, opdat hij met zijn kanonnen nooit meer zal worden gebruikt om de Utrechters te intimideren. De Staten van Utrecht, met Jan Jacobs als een van de gedeputeerden, onderhandelen met Willem van Oranje en andere leiders van de Opstand over toetreding tot de Pacificatie van Gent. Zij zien graag dat de Vredeborch uit strategische overwegingen niet gesloopt wordt.
Catharina is furieus: op de Staten, op de Spanjaarden, en nu zelfs op haar eigen man. Praten praten praten, dat is alles wat ze doen, en inmiddels blijft de Vredeborch gewoon staan. Catharina marcheert met een groep vrouwen naar de Vredeborch en verwijdert persoonlijk de eerste steen. Het hek is nu van de dam en steeds meer burgers storten zich op de burcht. Tegen de avond is de burcht zo zwaar beschadigd dat de Staten zich bij de situatie neerleggen en besluiten tot de sloop.
Nooit meer hoeven de Utrechters zich vanuit hun eigen stad bedreigd te voelen.